# Ola Toivonen
Ola Toivonen (* 3. července 1986, Degerfors, Örebro, Švédsko) je bývalý švédský fotbalový útočník či ofenzivní záložník. Jeho otec pochází z Finska.

## Klubová kariéra
V sezóně 2011/12 vyhrál s PSV nizozemský fotbalový pohár. Ve finále se podílel jedním vstřeleným gólem na porážce klubu Heracles Almelo 3:0. Na začátku následující sezóny 5. srpna 2012 nastoupil v nizozemském Superpoháru (Johan Cruijff Schaal) proti vítězi Eredivisie Ajaxu Amsterdam a dvakrát skóroval, PSV zvítězil 4:2 a získal trofej pro sebe.
V lednu 2014 přestoupil z PSV Eindhoven do francouzského Stade Rennes. PSV z toho profitovalo finančně, neboť Toivonenovi končila v létě 2014 smlouva a pak by mohl odejít zadarmo jako volný hráč.
Koncem srpna 2015 odešel na hostování do anglického Sunderlandu. Ze Stade Rennes odešel v roce 2016 do Toulouse FC.

## Reprezentační kariéra

### Mládežnické reprezentace
Toivonen působil v některých mládežnických výběrech Švédska. V reprezentaci do 21 let vstřelil 21. srpna 2007 hattrick proti Walesu (2 góly dal z pokutových kopů), švédští mladíci podlehli v přátelském utkání svým velšským vrstevníkům 3:4.
Zúčastnil se Mistrovství Evropy hráčů do 21 let 2009, které se konalo právě ve Švédsku, kde mladí reprezentanti této země skončili v semifinále po prohře s Anglií. Ola na závěrečném turnaji vstřelil celkem 3 góly.

### A-mužstvo
Od roku 2007 nastupuje ve švédské fotbalové reprezentaci. Debutoval 14. ledna 2007 v přátelském utkání s domácím týmem Venezuely (porážka 0:2). Nastoupil v základní sestavě a hrál do 60. minuty. První gól v seniorské reprezentaci vstřelil 29. května 2010 v přátelském zápase proti Bosně a Hercegovině. Švédsko vyhrálo 4:2.